# ECI1
ECI1 (англ. Enoyl-CoA delta isomerase 1) – білок, який кодується однойменним геном, розташованим у людей на 16-й хромосомі. Довжина поліпептидного ланцюга білка становить 302 амінокислот, а молекулярна маса — 32 816.
| 10         |  | 20         |  | 30         |  | 40         |  | 50         |
| ---------- |  | ---------- |  | ---------- |  | ---------- |  | ---------- |
| MALVASVRVP |  | ARVLLRAGAR |  | LPGAALGRTE |  | RAAGGGDGAR |  | RFGSQRVLVE |
| PDAGAGVAVM |  | KFKNPPVNSL |  | SLEFLTELVI |  | SLEKLENDKS |  | FRGVILTSDR |
| PGVFSAGLDL |  | TEMCGRSPAH |  | YAGYWKAVQE |  | LWLRLYQSNL |  | VLVSAINGAC |
| PAGGCLVALT |  | CDYRILADNP |  | RYCIGLNETQ |  | LGIIAPFWLK |  | DTLENTIGHR |
| AAERALQLGL |  | LFPPAEALQV |  | GIVDQVVPEE |  | QVQSTALSAI |  | AQWMAIPDHA |
| RQLTKAMMRK |  | ATASRLVTQR |  | DADVQNFVSF |  | ISKDSIQKSL |  | QMYLERLKEE |
| KG         |  |            |  |            |  |            |  |            |

A: Аланін

C: Цистеїн

D: Аспарагінова кислота

E: Глутамінова кислота

F: Фенілаланін

G: Гліцин

H: Гістидин

I: Ізолейцин

K: Лізин

L: Лейцин

M: Метіонін

N: Аспарагін

P: Пролін

Q: Глутамін

R: Аргінін

S: Серин

T: Треонін

V: Валін

W: Триптофан

Кодований геном білок за функцією належить до ізомераз. 
Задіяний у таких біологічних процесах, як метаболізм жирних кислот, метаболізм ліпідів, ацетилювання, альтернативний сплайсинг. 
Локалізований у мітохондрії.